# 万寿台大記念碑
万寿台大記念碑（まんじゅだいだいきねんひ）とは、朝鮮民主主義人民共和国の平壌市万寿台にある社会主義を象徴する記念碑である。

## 概要
金日成国家主席と金正日総書記の高さ約20メートルの東向きの巨大銅像を中心にし、向かって右に抗日革命闘争を表現した大記念碑と群像119体、左に社会主義建設歴史を表現した大記念碑と群像109体があり、巨大銅像の後ろには「朝鮮人民が継承している革命伝統を象徴する革命の聖山」としている白頭山を描いた長さ約70メートル・高さ約13メートルのモザイク壁画（朝鮮革命博物館の外壁）がある。万寿台の頂上付近に位置している。
1972年4月の金日成生誕60年を機に金日成の巨大銅像等が造られた。2011年12月に死去した金正日の巨大銅像は金日成生誕100周年を迎えた2012年4月13日に設置された（金日成像もこれに際し、人民服姿からスーツ姿へと造り直された）。金日成と金正日の巨大銅像は北朝鮮の個人崇拝の象徴例として取り上げられることがある。
1994年7月8日に金日成が死去したことが翌7月9日に発表されると、早朝から深夜まで毎日平均60万人の平壌市民が万寿台大記念碑にある金日成の巨大銅像前に弔意に訪れた。
2000年10月24日には訪朝中のマデレーン・オルブライト米国国務長官に同行したアメリカ人記者の1人が万寿台大記念碑で金日成像の前で金日成像のポーズを真似てスナップ写真を撮ろうとしたところ、現地の北朝鮮の案内人から制止させられ撮影を止めさせられる事態が発生しており、万寿台大記念碑で銅像と同じポーズをとることは北朝鮮政府当局からタブー視されている。
銅像の向きにあわせて東側の丘の下の勝利通り・平壌地下鉄千里馬線牡丹峰駅前から幅の広い階段の参観路ができており、地元住民や外国人観光客がよく訪れる平壌の定番観光箇所となっている。
平壌で結婚した男女は結婚式後に車で万寿台に乗り付け、家族よりも先に万寿台大記念碑の金日成と金正日像に結婚の報告と献花をする慣習がある。

## ギャラリー

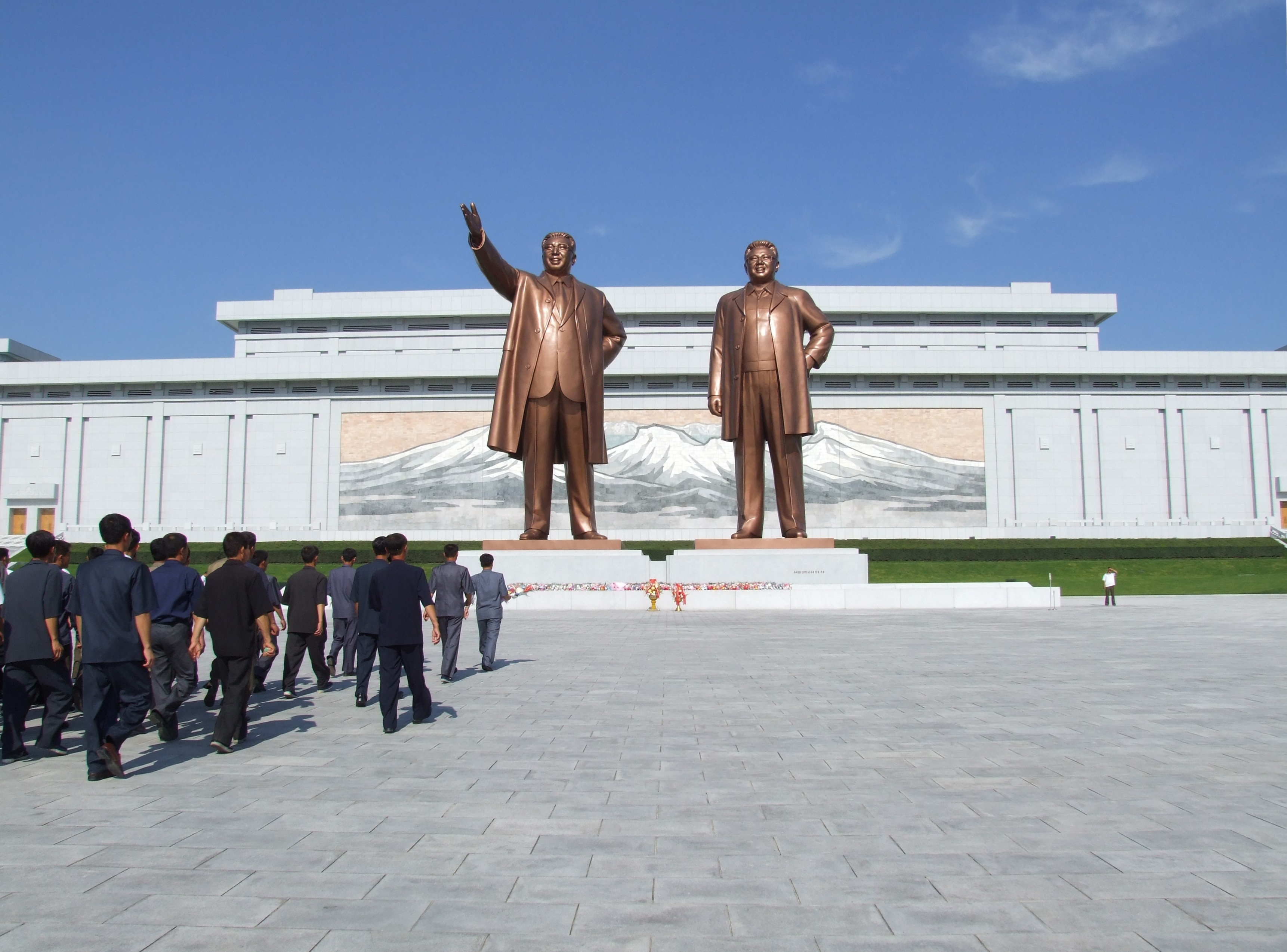
金日成像と金正日像（背後は朝鮮革命博物館）
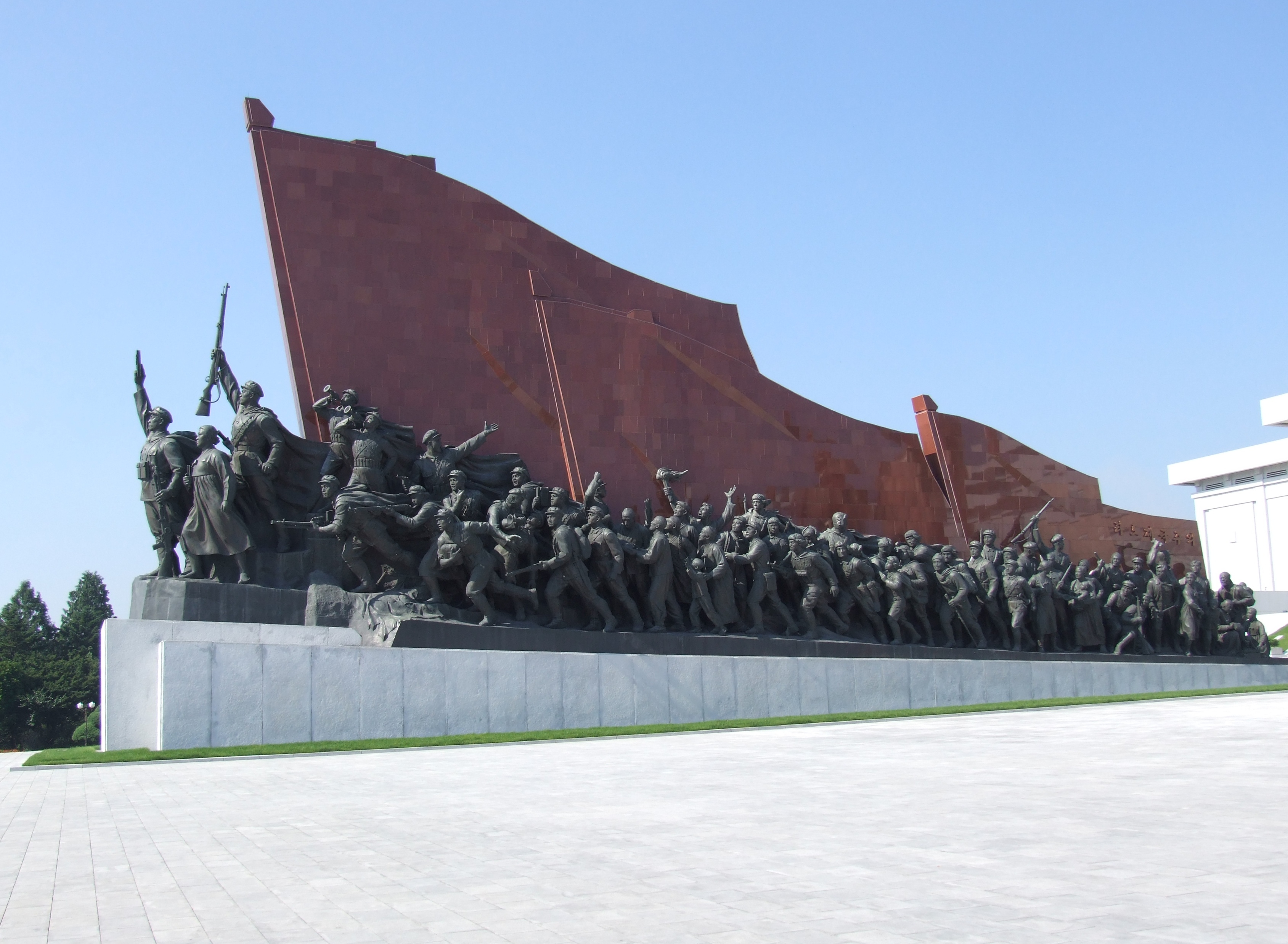
大記念塔
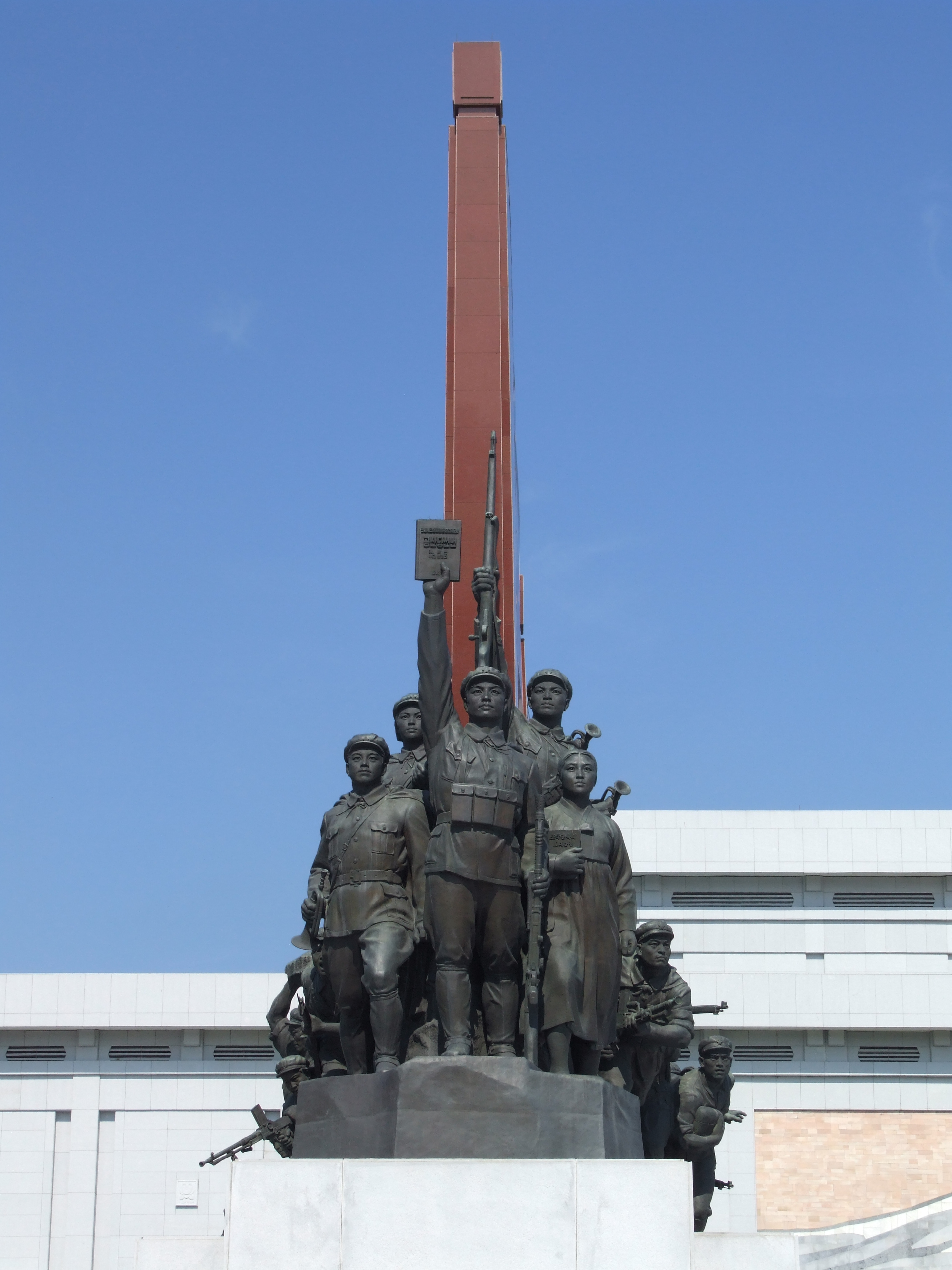
大記念塔正面
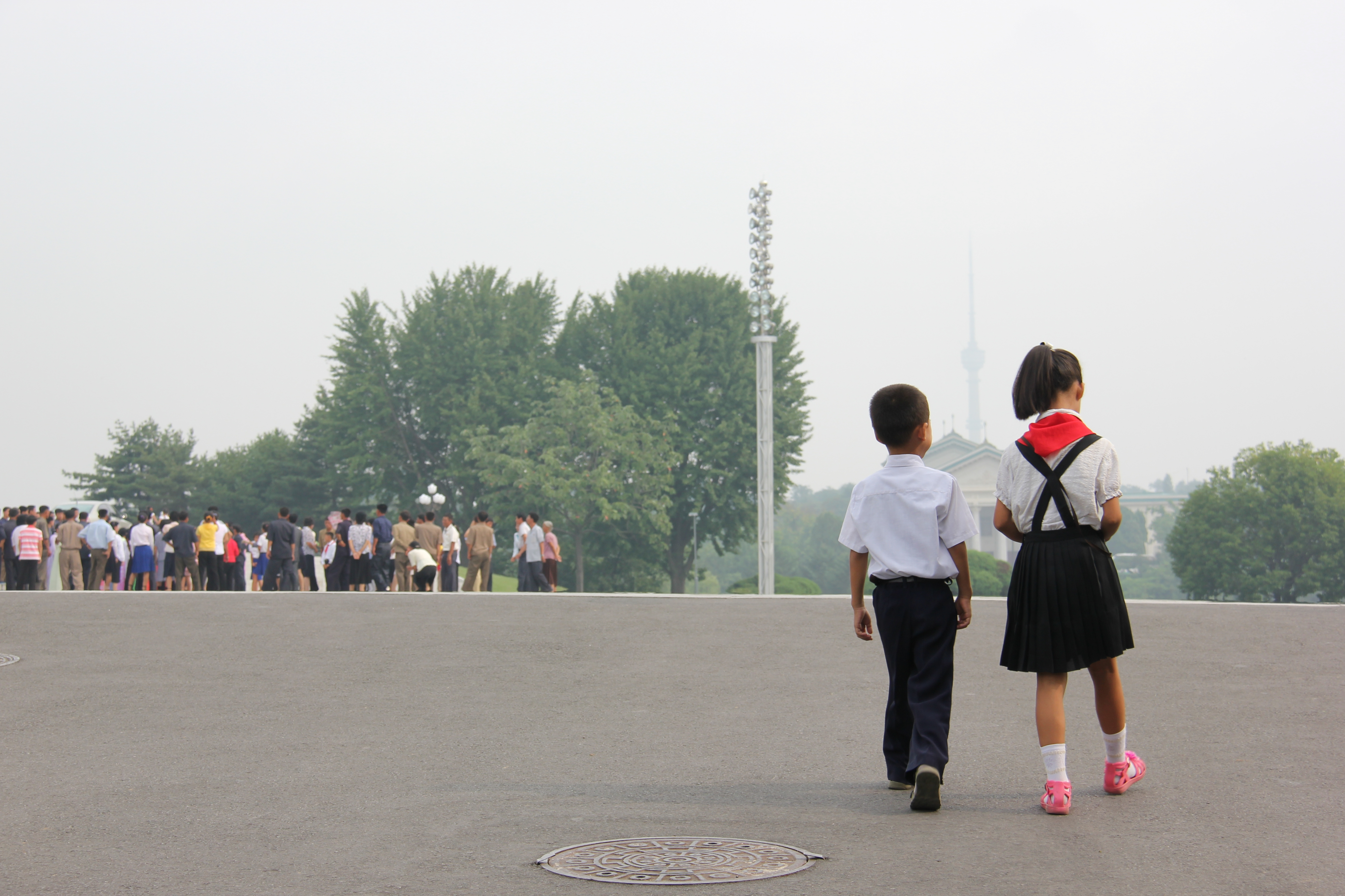
参観する人々
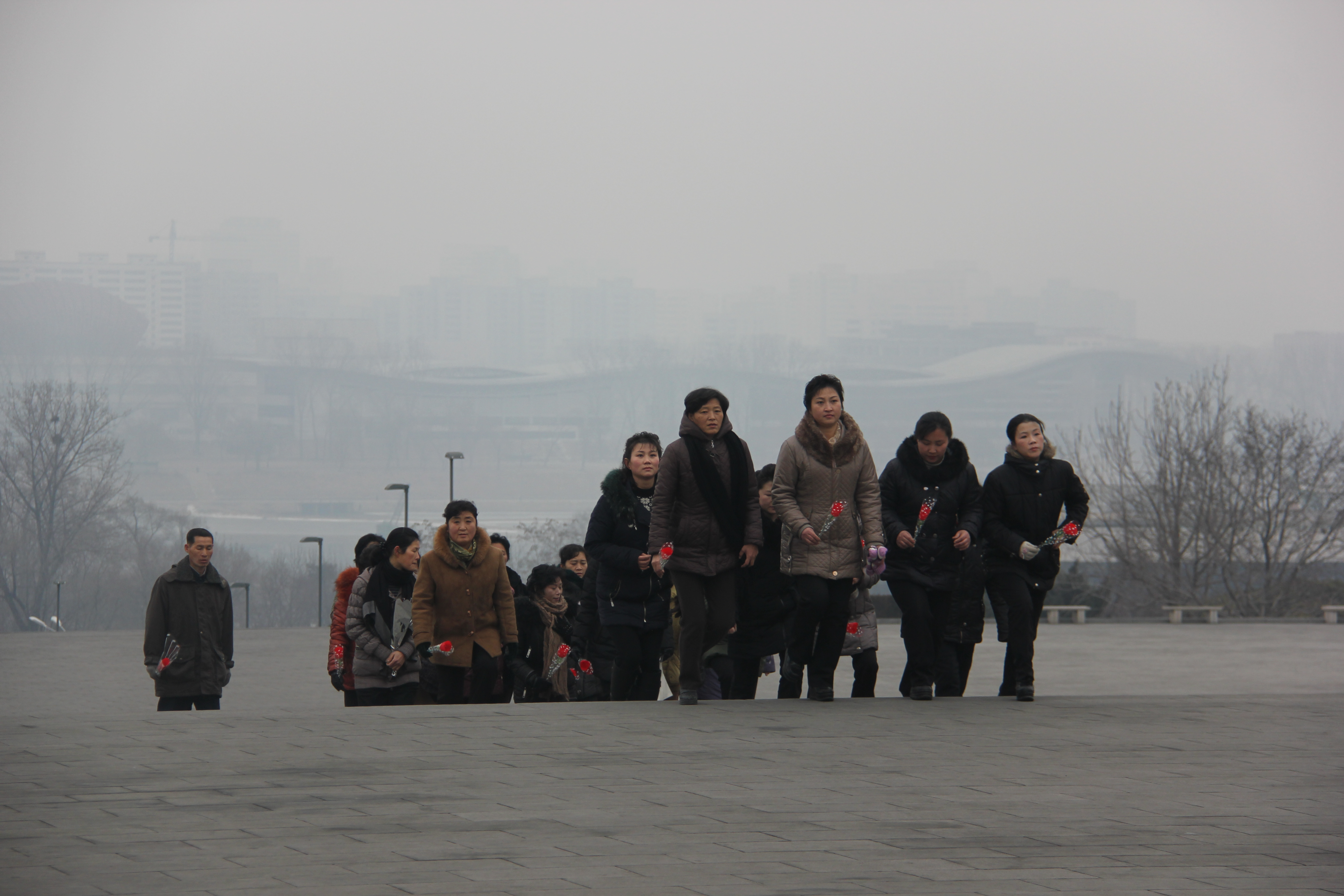
献花に向かう人々
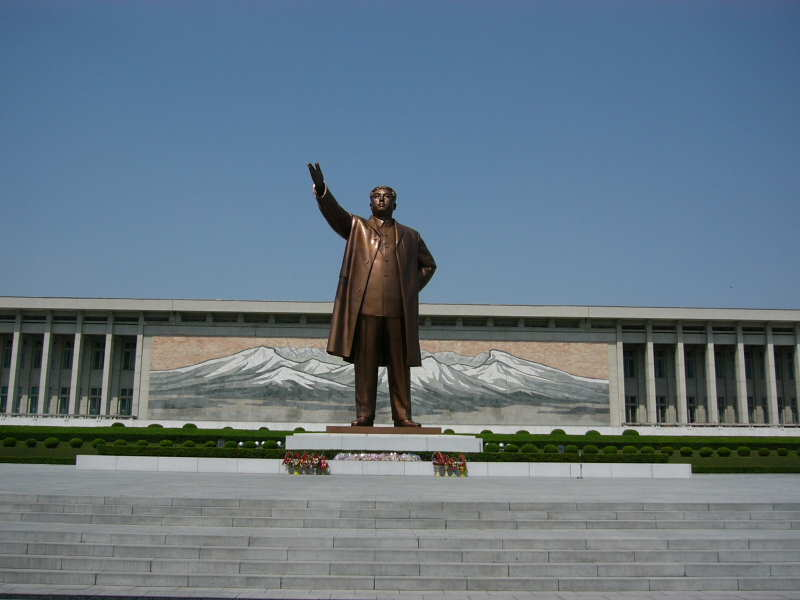
金正日像が建立される前の金日成像（2004年5月撮影）